# Tour Guapa
Fue la cuarta gira del grupo español La Oreja de Van Gogh y la última con Amaia Montero como vocalista. La primera, llamada Guapa Tour Seat (por el patrocinio de esta marca de automóviles), comenzó en Chile, para después recorrer numerosos países de Sudamérica. Después volvieron a España para realizar una gira que duraría tres meses. Además, en 2007, participaron en la llamada Gira LKXA organizada por la emisora de radio Los 40 Principales, un conjunto de actuaciones que, junto a Coti y Dover, les llevó a tocar en algunas de las ciudades españolas más importantes como Santiago de Compostela, Bilbao, Madrid, Zaragoza, Málaga, Valencia y Barcelona. El último concierto que ofrecieron fue en Aguaviva, Tenerife, el 29 de junio de 2007 donde anunciaron que se retirarían para componer su quinto trabajo.

## El Tour
La gira se inició en el Estadio San Carlos de Apoquindo, Chile, en donde más de 30.000 personas lograron apreciar las nuevas canciones de Guapa. El equipo técnico fue de 350 metros cuadrados , seis camiones de grandes dimensiones, 90.000 vatios de sonido y otros 350.000 de luces, además de una pantalla de vídeo de 14 por 7 metros son algunos de elementos que daban vida al espectáculo, que movilizaba a un equipo técnico de 45 personas y otros 60 auxiliares , esta fue una de las giras más multitudinarias del grupo , aun así se notaba a un grupo más cansado profesionalmente. Se pensó hacer un DVD pero más tarde este proyecto fue cancelado.

## Repertorio
| Repertorio 2006 |
| --- |
| Repertorio 2006 1. Intro 2. Noche 3. Soledad 4. A diez centímetros de ti 5. Vuelve* 6. Cuéntame al oído 7. Manhattan 8. Irreversible 9. Vestido azul 10. Geografía 11. Dulce locura 12. Paris 13. Apareces tú* 14. Cuídate/La chica del gorro azul* 15. Escapar 16. Pop* 17. V.O.S.* 18. Historia de un Sueño* 19. Cuantos Cuentos Cuento* 20. El 28 21. Mi vida sin ti 22. 20 de enero 23. Muñeca de trapo 24. La playa 25. Perdida 26. Deseos de cosas imposibles 27. Rosas 28. Puedes contar conmigo 29. Outro Las canciones marcadas con un *, son aquellas que el grupo anexo al repertorio o aquellas que tuvieron modificaciones: - Cuidate;durante la gira guapa al comenzar la canción Cuidate(del Viaje de Copperpot)se le incluía un trozo de la canción La chica del gorro azul (también de El viaje de copperpot). - V.O.S.;al comienzo de esta canción, se le hacía un pequeño intro de la conocida serie El inspector Gallet. - Pop;al famosísimo tema Pop (del Viaje de coppetpot) se le incluía en el comienzo el intro del tema Bonus-Track (de Lo que te conté mientras te hacías la dormida). - Historia de un Sueño; estuvo presente en toda la gira excepto en México, donde fue sustituida por Cuantos Cuentos Cuento. - Cuantos Cuentos Cuento; en esta gira como sorpresa para los fanes se toca en su versión original dentro del set acústico la canción Cuantos Cuentos Cuento y sólo se tocó en México sustituyendo Historia de un Sueño. - Vuelve y Apareces tú; Ambas canciones contaron con versos extra y adiciones en sus letras. |

| Repertorio 2007 |
| --- |
| Repertorio 2007 1. Intro (Te Recuerdo Amanda) (Tributo a Víctor Jara) (gira en Chile)* 2. A diez centímetros de ti 3. Soledad 4. En mi lado del sofá* 5. Vuelve 6. Cuéntame al oído 7. La playa 8. Irreversible 9. Coronel* 10. Muñeca de trapo 11. Bambola di Pezza* 12. Dulce locura 13. Dolce Follia* 14. El 28 15. Apareces tu 16. Cuídate 17. Escapar 18. Pop 19. V.O.S. (versión Guapa y Más Guapa) (varía)* 20. Cuantos Cuentos Cuento versión Guapa y Más Guapa (varía)* 21. Perdida 22. Mi vida sin ti 23. 20 de enero 24. Geografía 25. Vestido azul 26. Paris 27. Deseos de cosas imposibles 28. Rosas 29. Puedes contar conmigo Las canciones marcadas con un *, son aquellas que el grupo anexo al repertorio o aquellas que tuvieron modificaciones: - Intro (Te Recuerdo Amanda) (Tributo a Victor Jara) (gira en Chile); tema con el cual abrían cada concierto de la etapa de esta gira, se empezaba en su versión original y luego al término de la melodía instrumental se mezclaba con A diez centímetros de ti. Fue escuchado por primera vez en el Festival de Viña del Mar y luego en países como Argentina y México. - En mi lado del sofá;esta es una de las pocas canciones recopiladas en Más Guapa que fueron tocadas en vivo. - Coronel;esta es una de las pocas canciones recopiladas en Más Guapa que fueron tocadas en vivo. - V.O.S.;durante la etapa 2007 se tocó en su versión Mas Guapa un poco más pop, a diferencia de la versión de Guapa, algo más como canción de cabaret como lo fue en la Gira Guapa(2006) - Cuantos cuentos cuento;durante la etapa 2007 se tocó en su versión Mas Guapa un poco más acústico y no tan ranchero como lo fue en la Gira Guapa(2006) - Bambola di Pezza y Dolce Follia: Las versiones italianas de "Muñeca de Trapo" y "Dulce Locura" sustiuyeron a sus versiones españolas en algunas fechas durante la gira por Estados Unidos. |

| Gira LKXA |
| --- |
| Repertorio Gira LKXA 2007 1. Intro* 2. En mi lado del sofá 3. A diez centímetros de ti 4. Perdida 5. Puedes contar conmigo 6. Geografía 7. Dulce locura 8. París 9. Coronel 10. El 28 11. 20 de enero 12. Cuídate 13. Manhattan 14. Deseos de cosas imposibles/Antes que ver el sol* 15. Rosas 16. Pop* 17. Muñeca de trapo 18. La playa 19. You've got a friend Las canciones marcadas con un *, son aquellas que el grupo anexo al repertorio o aquellas que tuvieron modificaciones: - Intro + En mi lado del sofá; con este intro se iniciaba la última gira de La Oreja de Van Gogh con Amaia Montero. - Deseos de cosas imposibles/Antes que ver el sol; al inicio del tema (de Lo que te conté mientras te hacías la dormida)se le incluía un trozo del famoso tema Antes que ver el sol de Coti. - Pop;al inicio del tema (del Viaje de copperpot)se le incluía un trozo de Let me out canción de Dover, con la cual compartieron escenario al igual con Coti. - You've got a friend;al final de cada gira de esta etapa Xabi San Martín cantaba esta canción y así se finalizaba el concierto. |

## Fechas de la gira
| Fecha                    | Ciudad                          | País                 | Recinto                                |
| ------------------------ | ------------------------------- | -------------------- | -------------------------------------- |
| 13 de mayo de 2006       | Santiago de Chile               | Chile                | Estadio San Carlos de Apoquindo        |
| 14 de mayo de 2006       | Concepción                      | Chile                | Gimnasio municipal                     |
| 17 de mayo de 2006       | Lima                            | Perú                 | Estadio Monumental                     |
| 19 de mayo de 2006       | Montevideo                      | Uruguay              | Cilindro municipal                     |
| 21 de mayo de 2006       | Rosario                         | Argentina            | Estadio de Newell’s                    |
| 22 de mayo de 2006       | Córdoba                         | Argentina            | Orfeo Superdomo                        |
| 25 de mayo de 2006       | Buenos Aires                    | Argentina            | Estadio Luna Park                      |
| 26 de mayo de 2006       | Buenos Aires                    | Argentina            | Estadio Luna Park                      |
| 27 de mayo de 2006       | Buenos Aires                    | Argentina            | Estadio Luna Park                      |
| 10 de junio de 2006      | Salamanca                       | España               | Sánchez Paraíso                        |
| 15 de junio de 2006      | Lucena                          | España               | Campo de fútbol                        |
| 16 de junio de 2006      | Toledo                          | España               | Recinto ferial La Peraleda             |
| 17 de junio de 2006      | Madrid                          | España               | Estadio Vicente Calderón               |
| 18 de junio de 2006      | Manlleu                         | España               | Zona deportiva del Passeig del Ter     |
| 22 de junio de 2006      | Alicante                        | España               | Raco de la Ser                         |
| 23 de junio de 2006      | Murcia                          | España               | Plaza de Toros                         |
| 24 de junio de 2006      | Onteniente                      | España               | Polideportivo municipal                |
| 30 de junio de 2006      | León                            | España               | León Arena                             |
| 1 de julio de 2006       | Vitoria                         | España               | Buesa Arena                            |
| 2 de julio de 2006       | Puertollano                     | España               | Estadio Ciudad de Puertollano          |
| 7 de julio de 2006       | Castellón                       | España               | Plaza de toros                         |
| 8 de julio de 2006       | Oliva                           | España               | Polideportivo municipal                |
| 15 de julio de 2006      | Vigo (Pontevedra)               | España               | Muelle Transatlánticos Puerto de Vigo  |
| 16 de julio de 2006      | Puentes de García Rodríguez     | España               | Helipuerto                             |
| 18 de julio de 2006      | Tudela                          | España               | Plaza de toros                         |
| 20 de julio de 2006      | Elche                           | España               | Ciudad deportiva                       |
| 21 de julio de 2006      | Albacete                        | España               | Plaza de Toros de Albacete             |
| 22 de julio de 2006      | Atarfe                          | España               | Coliseo Atarfe                         |
| 27 de julio de 2006      | Cabanillas (Navarra)            | España               | Campo de fútbol                        |
| 28 de julio de 2006      | Santiago de Compostela          | España               | Plaza del Obradoiro                    |
| 29 de julio de 2006      | Santander                       | España               | Campa de la Magdalena                  |
| 3 de agosto de 2006      | Huelva                          | España               | Música junto a La Ria                  |
| 4 de agosto de 2006      | Chiclana de la Frontera (Cádiz) | España               | Campo municipal de deportes            |
| 5 de agosto de 2006      | Ronda                           | España               | Campo de fútbol                        |
| 11 de agosto de 2006     | La Bisbal del Ampurdán          | España               | Campo de fútbol                        |
| 12 de agosto de 2006     | Salou                           | España               | Campo de fútbol                        |
| 14 de agosto de 2006     | Felanich                        | España               | Parc de Sa Torre                       |
| 18 de agosto de 2006     | Almazán                         | España               | Campo de fútbol La Arbodela            |
| 25 de agosto de 2006     | Fuente Álamo                    | España               | Polideportivo municipal                |
| 26 de agosto de 2006     | Roquetas de Mar                 | España               | Campo de fútbol Los Bajos              |
| 31 de agosto de 2006     | Ejea de los Caballeros          | España               | Plaza de Toros                         |
| 1 de septiembre de 2006  | Daimiel                         | España               | Auditorio municipal                    |
| 2 de septiembre de 2006  | Calasparra                      | España               | Polideportivo municipal                |
| 5 de septiembre de 2006  | Valladolid                      | España               | Plaza Mayor de Valladolid              |
| 8 de septiembre de 2006  | Don Benito                      | España               | Polígono Cepansa                       |
| 9 de septiembre de 2006  | Trancón                         | España               | Centro Escénico San Isidro             |
| 10 de septiembre de 2006 | Madrid                          | España               | Palacio de Deportes de Madrid          |
| 14 de septiembre de 2006 | Valencia                        | España               | Plaza de toros                         |
| 15 de septiembre de 2006 | Peñíscola                       | España               | Recinto Portuario                      |
| 16 de septiembre de 2006 | Barcelona                       | España               | Palau Sant Jordi                       |
| 21 de septiembre de 2006 | Oviedo                          | España               | Complejo deportivo San Lázaro          |
| 22 de septiembre de 2006 | Baracaldo                       | España               | Bilbao Exhibition Centre               |
| 23 de septiembre de 2006 | Logroño                         | España               | Plaza de Toros de Logroño              |
| 27 de septiembre de 2006 | Puebla                          | México               | Auditorio Metropolitano                |
| 29 de septiembre de 2006 | Ciudad de México                | México               | Auditorio Nacional                     |
| 30 de septiembre de 2006 | Ciudad de México                | México               | Auditorio Nacional                     |
| 4 de octubre de 2006     | Guadalajara                     | México               | Arena VFG                              |
| 6 de octubre de 2006     | Monterrey                       | México               | Auditorio Coca-Cola                    |
| 11 de octubre de 2006    | Zaragoza                        | España               | Paseo de la Independencia              |
| 12 de octubre de 2006    | Ávila                           | España               |                                        |
| 14 de octubre de 2006    | Sevilla                         | España               | Estadio Olímpico de la Cartuja         |
| 4 de noviembre de 2006   | San Juan                        | Puerto Rico          | Coliseo José M. Agrelot                |
| 6 de noviembre de 2006   | La Romana                       | República Dominicana | Anfiteatro de Altos de Chavón          |
| 9 de noviembre de 2006   | McAllen                         | Estados Unidos       | Dodge Arena de McAllen                 |
| 10 de noviembre de 2006  | Houston                         | Estados Unidos       | Estadio Verizon Wireless               |
| 11 de noviembre de 2006  | Dallas                          | Estados Unidos       | Sala de Conciertos Escapade            |
| 12 de noviembre de 2006  | San Antonio                     | Estados Unidos       | Sunset Station                         |
| 14 de noviembre de 2006  | El Paso                         | Estados Unidos       | El Paso County Coliseum                |
| 16 de noviembre de 2006  | Phoenix                         | Estados Unidos       | Dodge Theatre                          |
| 17 de noviembre de 2006  | San Diego                       | Estados Unidos       | Pala Casino                            |
| 18 de noviembre de 2006  | San José                        | Estados Unidos       | Event Center                           |
| 19 de noviembre de 2006  | Los Ángeles                     | Estados Unidos       | Gibson Amphitheatre                    |
| 21 de noviembre de 2006  | Nueva York                      | Estados Unidos       | Irving Plaza                           |
| 22 de noviembre de 2006  | Atlanta                         | Estados Unidos       | The Tabernacle                         |
| 24 de noviembre de 2006  | Chicago                         | Estados Unidos       | House of Blues                         |
| 25 de noviembre de 2006  | Orlando                         | Estados Unidos       | Hard Rock Cafe                         |
| 26 de noviembre de 2006  | Miami                           | Estados Unidos       | James L Knight Center                  |
| 1 de diciembre de 2006   | San Sebastián                   | España               | Velódromo de Anoeta                    |
| 7 de diciembre de 2006   | Fuerteventura                   | España               | Campo de fútbol de La Lajita           |
| 8 de diciembre de 2006   | Las Palmas                      | España               | Estadio de Gran Canaria                |
| 12 de diciembre de 2006  | Pamplona                        | España               | Carpa Universitaria                    |
| 13 de diciembre de 2006  | Madrid                          | España               | Teatro Lope de Vega                    |
| 21 de diciembre de 2006  | Málaga                          | España               | Palacio de los Deportes Martín Carpena |
| 22 de diciembre de 2006  | Totana                          | España               | Carpa de Fiestas                       |
| 19 de febrero de 2007    | Pucón                           | Chile                | Enjoy Pucón                            |
| 21 de febrero de 2007    | Viña del Mar                    | Chile                | Anfiteatro de la Quinta Vergara        |
| 22 de febrero de 2007    | Viña del Mar                    | Chile                | Casino Enjoy                           |
| 23 de febrero de 2007    | Santiago de Chile               | Chile                | Estadio San Carlos de Apoquindo        |
| 25 de febrero de 2007    | Concepción                      | Chile                | Estadio municipal                      |
| 28 de febrero de 2007    | Quito                           | Ecuador              | Coliseo General Rumiñahui              |
| 2 de marzo de 2007       | San Salvador                    | El Salvador          | Feria Internacional                    |
| 4 de marzo de 2007       | Managua                         | Nicaragua            | Explanada Casapelos                    |
| 6 de marzo de 2007       | Panamá                          | Panamá               | Figali Convention Center               |
| 8 de marzo de 2007       | Caracas                         | Venezuela            | Anfiteatro Sambil                      |
| 10 de marzo de 2007      | Bogotá                          | Colombia             | Parque Simón Bolívar                   |
| 3 de mayo de 2007        | Santiago de Compostela          | España               | Estadio Multiusos                      |
| 5 de mayo de 2007        | Bilbao                          | España               | Bilbao Exhibition Centre               |
| 10 de mayo de 2007       | Madrid                          | España               | Arena Madrid                           |
| 11 de mayo de 2007       | Málaga                          | España               | Auditorio municipal                    |
| 17 de mayo de 2007       | Zaragoza                        | España               | Plaza de Toros de Zaragoza             |
| 19 de mayo de 2007       | Valladolid                      | España               | Estadio José Zorrilla                  |
| 2 de junio de 2007       | Valencia                        | España               | Plaza de toros de Valencia             |
| 5 de junio de 2007       | Barcelona                       | España               | Palau Sant Jordi                       |
| 29 de junio de 2007      | Tenerife                        | España               | Estadio de Los Cristianos              |

## Formación de la banda
- Amaia Montero - Voz
- Pablo Benegas - Guitarra eléctrica
- Haritz Garde - Batería
- Álvaro Fuentes - Bajo
- Xabi San Martín - Teclados

- Datos: Q25404558